# Jugoslavenska ženska hazenaška reprezentacija
Jugoslavenska ženska hazenaška reprezentacija predstavljala je Jugoslaviju na međunarodnim natjecanjima u hazeni. Krovna organizacija bio je Jugoslavenski hazena savez.
U ovoj su reprezentaciji glavnu ulogu imale Hrvatice, koje su dale najviše reprezentativka, najviše iz zagrebačke HŠK Concordije.

## SP 1934.
U kvalifikacijskoj je skupini Jugoslavija odigrala u Zagrebu 8. srpnja 1934. utakmicu protiv izvrsnih Poljakinja i pobijedila 10:3 (6:1) te se plasirala u London. Igračice su tempirale svoje dopuste i godišnje da bi mogle igrati na prvenstvu. Nadale su se financijskim potporama iz ministarstva za tjelesni odgoj, no od toga praktično nije bilo ništa, jer nije imalo novaca. Nadale su se da će barem biti novaca za putne troškove; za hranu i smještaj skrbio se organizator prvenstva.
Financijska drama dosegla je vrhunac dan pred polazak. Ministarstvo je odobrilo novac, no on nije stigao, pa su se igračice zadužile u agenciji Putniku te bez ikakvih bombastičnih najava, domoljubno, na svoj trošak, ponijevši si hranu od kuće, zakidajući si na planiranim odmorima, pošle na prvenstvo. Otputovalo je 7 igračica, dvije pričuve i tajnik saveza Teodor Fuhrmann. Pošli su vlakom 6. kolovoza. Putovali su dva dana. 9. kolovoza pobijedile su u finalu Čehoslovačku.
Na povratku su dočekane kao junakinje: glazba ih je dočekala već u Jesenicama.

## Sastavi na velikim natjecanjima
- 1930.: Ivana Tomljenović-Meller (dopuniti popis)
- 1934.: Anica Oman (Ilirija Ljubljana), službenica; Zlata Cuvaj (Concordia, Zagreb, po drugim izvorima Marsonia iz Slavonskog Broda), službenica; Melita Lovrenčić (Concordia,), učenica VII raz.gimnazije; Marica Cimperman (Concordia), službenica; Zdenka Kunštek (Concordia, službenica. Fanči Bernik (Atena, Ljubljana), krznarska radnica; Ivka Tonković (Concordia), službenica; Ema Gršeti (Concordia), laborantica u ljekarni; Nada Bobinsky (Concordia), službenica i Katja Mihočinović (Concordia), službenica koja se samo pridružila. Trener: Bogdan Cuvaj (nije bio na završnom turniru).

## Vanjske poveznice
- Hrvatski rukometni savez